# Châtel-sur-Montsalvens
Châtel-sur-Montsalvens är en ort och kommun i distriktet Gruyère i kantonen Fribourg, Schweiz. Kommunen hade 359 invånare (2023).